# Berstuk
Berstuk (tudi Berstuc) je bil pri prednikih Lužiških Srbov (Vendov) pogansko božanstvo gozdov in divjine, pa tudi lova. Njegovo ime naj bi pomenilo »gozdni duh«, »bog divjine«, imenovali pa so ga tudi Zlebog (»božanstvo zla«), saj naj bi imel zlo naravo. Bil naj bi na pol človeške podobe, noge pa naj bi imel kozje. O tem božanstvu sicer ne vemo nič gotovega. Pojavlja se na seznamu Prillwitzerjevih ponaredkov, kjer je v ponarejeni runski pisavi omenjena vrsta resničnih in namišljenih slovanskih božanstev.